# Les Êtres de papier
Les Êtres de papier est le 2e album de la série de bande dessinée Jérôme K. Jérôme Bloche de Makyo, Serge Le Tendre et Alain Dodier. L'ouvrage, publié en 1985, vaut à ses auteurs le prix Saint-Michel du public 1985.

## Synopsis
Jérome Bloche est appelé à l'aide par le baron de Verville à séjourner dans sa villa près de La Rochelle. À son arrivée, le baron a disparu et tous les résidents (le fils et la fille du baron, la gouvernante, le majordome) ne semblent pas prendre au sérieux le détective et son appel. Jérôme décide de rester et de percer le mystère de ses étranges locataires.

## Personnages principaux
Jérôme K. Jérôme Bloche	        Détective privé, héros de la série,
Babette				Hôtesse de l’air, amie de Jérôme,
Maître Poussin			Notaire et écrivain sous le pseudonyme d’Edmond Chandelier,
Ernest Poussin			Frère de maître Poussin,
Mademoiselle Mathilde	        Intendante au service des frères Poussin,
Rocky				Pickpocket âgé de 12 ans,
Mademoiselle Madeleine	        Propriétaire de la boulangerie appartenant à maître Poussin.